# Modi
Modi (também conhecido como Sun Hao) foi o último Chinês da Dinastia conhecida por Três Reinos, Reino de Wu. Reinou entre 264 e 280, foi antecedido no trono pelo imperador Jingdi e seguido pelo primeiro imperador da também da Dinastia dos Três Reinos, do Reino de Shu Han, Xuande.

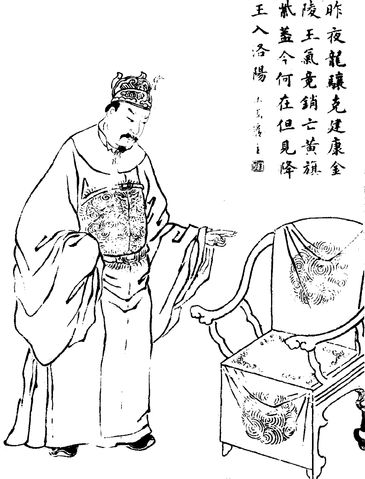
Uma ilustração de Sun Hao